# Faneron
Faneron (z řeckého φανερός phaneros "viditelné, ukazatelné") je pojem, označující reálný svět filtrovaný skrze naše smysly. Uvedl ho ve všeobecnou známost Charles Sanders Peirce.

## Původ názvu
Charles Sanders Peirce faneron prezentuje takto: "Faneronem myslím souhrn všeho co lze jakkoliv zprostředkovat mysli, bez ohledu na to, koresponduje-li to s jakoukoli reálnou věcí. Pokud se zeptáte kdy a komu, odpovím, že tuto otázku nechávám otevřenou, nikdy si totiž nemohu být jist, že to co mám v mysli já, má v mysli i někdo jiný." (Adirondack Lectures, 1905; in Collected Papers of Charles Sanders Peirce, vol. 1 [eds. Charles Hartshorne and Paul Weiss; Cambridge, Mass.: Harvard University Press, 1931], paragraph 284)